# Клиники
Клинники — микрорайон пгт Софрино, бывшая деревня в Пушкинском районе Московской области, включена в состав Софрино в 1980 году.

## История
Деревня впервые упоминается в грамотах Ивана Грозного в 1572 году. В 1820-х в Кленниках появляется бумажноткацкая мануфактура купцов Бакатиных, комплекс жилых и административных зданий, сохранившийся до наших дней ансамбль усадьбы «Кленники». На правом берегу реки Махры появились имения Веры Егоровой,Николая Пономарёва. В 1926 в Кленниках проживало 661 человек. Насчитывалось 152 домохозяйства. В 1930-х появляется колхоз «Весна» и машинно-тракторная станция. В первой половине 1960-х началось строительство многоэтажного района.
В июне 1980 года решением Мособлисполкома деревня Кленники была выделена из состава Кленниковского сельсовета и включена в состав пгт Софрино, Кленниковский сельсовет вошёл в состав Талицкого сельсовета. К концу 1980 года деревня Кленники была исключена из списков населённых пунктов РСФСР.